# قرية باولينغ (نيويورك)
قرية باولينغ (بالإنجليزية: Pawling (village), New York)‏ هي بلدة تقع في الولايات المتحدة في مقاطعة دوتشيز. يقدر عدد سكانها بـ 2,347 نسمة ومساحتها 5.3 كم2 ووترتفع عن سطح البحر 141 متر.

## أعلام
- نورمان فنسنت بيل
- فرد إف. فرينش
- إدوارد مورو
- غريغ بال